# يان تورنبول
يان تورنبول هو سياسي كندي، ولد في 1 يوليو 1935. انتخب عضو المجلس التنفيذي لمانيتوبا ‏.